# متلازمة روديجر
متلازمة روديجر (بالإنجليزية: Rudiger syndrome)‏ هي مجموعة عيوب خلقية وراثية وصفت عام 1971  وتتضمن تأخر النمو وتشوه الأطراف كغياب عدد من الأصابع وتشوهات في الجهاز البولي وفي الوجه  كالشفة المشقوقة. بالإضافة إلى اختلالات في تكوين طبقى الأديم الظاهر أثناء الحياة الجنينية وهي الطبقة المسؤولة عن تكون الجلد والأظافر والشعر والأسنان. ووصفت الحالة في عائلات عديدة أصيب فيها الأخوة والأخوات وتسببت الحالة في وفاتهم في عمر الطفولة. وتنتقل هذه المتلازمة كصفة جسدية متنحية أو سائدة كما سجل في بعض الحالات.